# NK Croatia Mihaljevci
NK Croatia je nogometni klub iz Mihaljevaca. 
Klub je osnovan 1974.
Trenutačno se natječe u 1. ŽNL Požeško-slavonskoj.
Domaće utakmice igra na stadionu Grabovcu koji prima oko 500 ljudi po utakmici.
NK Croatia Mihaljevci imaju vjernu podršku s tribina navijači UMP-"udruga mihaljevačkih pijanaca" postaje u cijeloj Požeštini sve poznatija, a NK Croatia Mihaljevci uz njih igra bolje.
NK Croatia ima uzraste juniora, seniora i veterana.